# Paulo Costa (MMA)
Pour les articles homonymes, voir Paulo Costa.
Paulo Costa, né le 21 avril 1991 à Belo Horizonte (Brésil), est un pratiquant brésilien d'arts martiaux mixtes (MMA). Depuis 2017, il combat dans la catégorie des poids moyens de l'Ultimate Fighting Championship (UFC).

## Biographie
Paulo Henrique Costa naît le 21 avril 1991 à Belo Horizonte, dans l'État du Minas Gerais. Il est le fils de Carlos Roberto, un bricoleur, et de Maria Augusta. Il a un frère aîné, Carlos Costa, qui est un ancien adepte des arts martiaux mixtes (MMA) et l'un des entraîneurs de Paulo. Paulo Costa grandit à Contagem, où il joue au football et se met à pratiquer le muay-thaï à l'âge de neuf ans afin d'apprendre la discipline et d'éviter les bagarres de rue dans lesquelles il est constamment impliqué à l'époque.
Adolescent, Paulo Costa rejoint une salle de jiu-jitsu brésilien avec son frère, avant d'abandonner ce sport à l'âge de 17 ans après la mort de leur père, emporté par un cancer de la gorge. Quelques années plus tard, il revient au jiu-jitsu et commence à concourir sous la tutelle de son frère qui était déjà ceinture violette à l'époque. Afin d'aider sa mère à payer les factures, Paulo Costa travaille un temps dans l'immobilier et comme professeur d'informatique enseignant notamment les logiciels Microsoft Word et Microsoft Excel.

## Carrière dans les arts martiaux mixtes

### Débuts (2012-2016)
Le 5 février 2012, il affronte Téo Esteves à Santa Luzia et remporte le combat par KO technique. Le 15 juin 2013, il combat Ademilson Borges à Teófilo Otoni et s'impose par KO technique. Le 1er novembre 2013, Costa affronte Fábio Moreira à Belo Horizonte, et gagne à nouveau par KO technique. Le 19 décembre 2014, il affronte Gérson da Conceição à Rio de Janeiro. Là encore, il s'impose par KO technique.
Le 24 avril 2015, il affronte Wagner Silva à Rio de Janeiro et remporte le combat par KO technique. Le 5 décembre 2015, il affronte Bruno Assis à São Paulo et gagne par KO technique. Le 21 mai 2016, Costa affronte le Brésilien Eduardo Ramón, là encore à São Paulo et s'impose par soumission. Le 3 septembre 2016, toujours à São Paulo, il affronte Adriano Balby et remporte le combat par KO.

### Ultimate Fighting Championship (2017-)
Le 11 mars 2017, Costa affronte le Sud-Africain Garreth McLellan à Fortaleza et remporte le combat par KO technique,. Sa prestation lors de cet évènement est désignée Performance de la soirée. Le 3 juin 2017, il affronte l'Américain Oluwale Bamgbose à Rio de Janeiro et s'impose par KO technique,. Le 4 novembre 2017, il affronte Johny Hendricks à New York et gagne par KO technique,.
Le 7 juillet 2018, il affronte Uriah Hall à Las Vegas et l'emporte par KO technique,. Là encore, sa prestation lors de cet évènement est désignée Performance de la soirée. Le 17 août 2019, il affronte le Cubain Yoel Romero à Anaheim (Californie) et remporte le combat par décision unanime,. Sa prestation lors de cet évènement est à nouveau désignée Combat de la soirée. Le 27 septembre 2020, le natif de Belo Horizonte affronte le Nigérian Israel Adesanya à Abou Dabi et perd le combat par KO technique,.
Le 23 octobre 2021, il affronte l'Italien Marvin Vettori à Las Vegas et perd le combat par décision unanime,. Le 20 août 2022, il affronte l'Américain Luke Rockhold à Salt Lake City (Utah), et remporte le combat par décision unanime,. Sa prestation lors de cet évènement est désignée Combat de la soirée. Le 17 février 2024, il affronte le Néo-Zélandais Robert Whittaker à Anaheim et perd le combat par décision unanime. Le 1er juin 2024, il affronte  Sean Strickland à Newark (New Jersey) et perd le combat par décision partagée.
Le 19 juillet 2025, Costa affronte le Russe Roman Kopylov à la Nouvelle-Orléans et remporte le combat par décision unanime.

## Polémiques

### Agression présumée sur une infirmière
Le 31 mai 2022, Paulo Costa est interrogé par la police de la région métropolitaine de Belo Horizonte, au Brésil, au sujet d'un incident au cours duquel il est accusé d'avoir frappé une infirmière avec son coude lors d'une dispute concernant une carte de vaccination Covid-19. Paulo Costa a affirmé qu'il était déjà vacciné mais que cela n'avait pas été inscrit sur son carnet de vaccination, et qu'il a demandé à l'infirmière de signer son carnet. L'infirmière a cependant affirmé que Paulo Costa n'était pas vacciné, qu'il a refusé la vaccination et qu'il a tenté de s'enfuir avec la carte de vaccination remplie sans que la piqûre ne soit administrée. Elle a ajouté que, pour l'empêcher de partir, elle a saisi Paulo Costa par le bras et qu'elle a reçu un coup de coude au visage, qui a fait gonfler ses lèvres. Aucune charge n'a été retenue,,.

### Insulte à caractère raciste
Le 16 novembre 2022, en réponse à un défi lancé par Mike Perry, un ancien combattant de l'Ultimate Fighting Championship (UFC), Paulo Costa lui répond sur Twitter avec un tweet disant : « Ce négro (en anglais : nigga) veut vraiment cette fumée. Mike Platinum Black Perry. Wakanda ». Paulo Costa est par la suite critiqué par de nombreux observateurs pour l'utilisation de cette insulte à caractère raciste. Il a depuis supprimé le tweet, mais a posté des excuses fictives, et a une photo de lui sur Twitter avec un blackface photoshoppé,.

## Palmarès

### Distinctions
- Ultimate Fighting Championship
  - Performance de la soirée (× 2) : face à Garreth McLellan et Uriah Hall[9],[16].
  - Combat de la soirée (× 2) : face à Yoel Romero et Luke Rockhold[19],[26].

### Palmarès en arts martiaux mixtes
| 19 combats     | 15 victoires | 4 défaites |
| Par KO         | 11           | 1          |
| Par soumission | 1            | 0          |
| Sur décision   | 3            | 3          |

| Résultat | Record | Adversaire          | Méthode                                | Événement                             | Date              | Round | Temps | Lieu                                       | Notes                                        |
| -------- | ------ | ------------------- | -------------------------------------- | ------------------------------------- | ----------------- | ----- | ----- | ------------------------------------------ | -------------------------------------------- |
| Victoire | 15-4   | Roman Kopylov       | Décision unanime                       | UFC 318 : Holloway contre Poirier 3   | 19 juillet 2025   | 3     | 5:00  | La Nouvelle-Orléans, Louisiane, États-Unis |                                              |
| Défaite  | 14-4   | Sean Strickland     | Décision partagée                      | UFC 302                               | 1er juin 2024     | 5     | 5:00  | Newark, New Jersey, États-Unis             |                                              |
| Défaite  | 14-3   | Robert Whittaker    | Décision unanime                       | UFC 298                               | 17 février 2024   | 3     | 5:00  | Anaheim, Californie, États-Unis            |                                              |
| Victoire | 14-2   | Luke Rockhold       | Décision unanime                       | UFC 278                               | 20 août 2022      | 3     | 5:00  | Salt Lake City, Utah, États-Unis           | Retour en poids moyens. Combat de la soirée. |
| Défaite  | 13-2   | Marvin Vettori      | Décision unanime                       | UFC Fight Night: Costa vs. Vettori    | 23 octobre 2021   | 5     | 5:00  | Las Vegas, Nevada, États-Unis              | Débuts en poids mi-lourds.                   |
| Défaite  | 13-1   | Israel Adesanya     | TKO (coups de poing et coups de coude) | UFC 253                               | 27 septembre 2020 | 2     | 3:59  | Abou Dabi, Émirats arabes unis             | Pour le titre des poids moyens de l'UFC.     |
| Victoire | 13-0   | Yoel Romero         | Décision unanime                       | UFC 241                               | 17 août 2019      | 3     | 5:00  | Anaheim, Californie, États-Unis            | Combat de la soirée.                         |
| Victoire | 12-0   | Uriah Hall          | TKO (coups de poing)                   | UFC 226                               | 7 juillet 2018    | 2     | 2:38  | Las Vegas, Nevada, États-Unis              | Performance de la soirée.                    |
| Victoire | 11-0   | Johny Hendricks     | TKO (coups de poing)                   | UFC 217                               | 4 novembre 2017   | 2     | 1:23  | New York, État de New York, États-Unis     |                                              |
| Victoire | 10-0   | Oluwale Bamgbose    | TKO (coups de poing)                   | UFC 212                               | 3 juin 2017       | 2     | 1:06  | Rio de Janeiro, Brésil                     |                                              |
| Victoire | 9-0    | Garreth McLellan    | TKO (coups de poing)                   | UFC Fight Night: Belfort vs. Gastelum | 11 mars 2017      | 1     | 1:17  | Fortaleza, Brésil                          | Performance de la soirée.                    |
| Victoire | 8-0    | Adriano Balby       | KO (coup de poing)                     | Jungle Fight 90                       | 3 septembre 2016  | 1     | 3:25  | São Paulo, Brésil                          |                                              |
| Victoire | 7-0    | Eduardo Ramón       | Soumission                             | Jungle Fight 87                       | 21 mai 2016       | 1     | 2:40  | São Paulo, Brésil                          |                                              |
| Victoire | 6-0    | Bruno Assis         | TKO (coups de poing)                   | Jungle Fight 84                       | 5 décembre 2015   | 1     | 1:17  | São Paulo, Brésil                          |                                              |
| Victoire | 5-0    | Wagner Silva        | TKO (coups de poing)                   | FTF 11                                | 24 avril 2015     | 1     | 4:37  | Rio de Janeiro, Brésil                     |                                              |
| Victoire | 4-0    | Gérson da Conceição | TKO (arrêt du médecin)                 | FTF 9                                 | 19 décembre 2014  | 1     | 5:00  | Rio de Janeiro, Brésil                     |                                              |
| Victoire | 3-0    | Fábio Moreira       | TKO (coups de poing)                   | BH Fight: MMA Grand Prix              | 1er novembre 2013 | 1     | 1:26  | Belo Horizonte, Brésil                     |                                              |
| Victoire | 2-0    | Ademilson Borges    | TKO (coup de tête et coups de poing)   | Upper Fight: MMA Championship 2       | 15 juin 2013      | 1     | 0:32  | Teófilo Otoni, Brésil                      |                                              |
| Victoire | 1-0    | Téo Esteves         | TKO (coup de tête et coups de poing)   | MMA Total Combat: Santa Luzia         | 5 février 2012    | 1     | 2:08  | Santa Luzia, Brésil                        | Début en poids moyens.                       |